# الکساندر شیرای
الکساندر شیرای (اوکراینی: Олександр Анатолійович Ширай؛ زادهٔ ۲۱ فوریهٔ ۱۹۹۲) بازیکن فوتبال اهل اوکراین است.